# Koncert 2005
Koncert 2005 – płyta DVD polskiej wokalistki Krystyny Prońko. Jest to rejestracja koncertu, który odbył się 30 kwietnia 2005 w gdyńskim klubie „Pokład”. Utwór „Papierowe ptaki” Krystyna Prońko śpiewała dwukrotnie – drugi raz w duecie z Michałem Gaszem (zwycięzcą telewizyjnego koncertu „Szansa na sukces – finał 2005”). Prócz nagrań koncertowych na płycie zamieszczono trzy teledyski oraz dwa wywiady z Krystyną Prońko (pierwszy nagrany przed, a drugi po występie na klubowej scenie).
Płyta została wydana w listopadzie 2005 nakładem wytwórni P.M. Krystyny Prońko (PMDVD 007).

## Muzycy
- Krystyna Prońko – śpiew
- Michał Gasz – śpiew
- Paweł Serafiński – organy Hammonda, fortepian Fendera
- Maciej Kortas – gitara
- Marek Raduli – gitara
- Artur Lesicki – gitara
- Marek Napiórkowski – gitara
- Marek Stefankiewicz – instrumenty klawiszowe
- Piotr Nadolski – trąbka
- Piotr Matuszczyk – instrumenty klawiszowe, fortepian
- Tomasz Grabowy – gitara basowa
- Sławomir Kornas – gitara basowa
- Zbigniew Lewandowski – perkusja
- Radosław Bolewski – perkusja

## Lista utworów
| 1.  | "Wszystkie narody klaskajcie w dłonie"                                              |  |
|     |                                                                                     |  |
| 2.  | "Niech moje serce kołysze ciebie do snu" (muz. Janusz Koman , sł. Marek Dutkiewicz) |  |
|     |                                                                                     |  |
| 3.  | "Prośba powszednia" (muz. Krystyna Prońko, sł. Małgorzata Maliszewska)              |  |
|     |                                                                                     |  |
| 4.  | "Do gwiazd"                                                                         |  |
|     |                                                                                     |  |
| 5.  | "Choć dalej z każdą chwilą" (sł. M. Dagnan, muz. Seweryn Krajewski)                 |  |
|     |                                                                                     |  |
| 6.  | "Papierowe ptaki" (muz. Janusz Koman, sł. Janusz Szczepkowski)                      |  |
|     |                                                                                     |  |
| 7.  | "Trawiaste przywidzenia" (muz. Janusz Koman, Wojciech Waglewski sł. Bogdan Olewicz) |  |
|     |                                                                                     |  |
| 8.  | "Juro zaczyna się tu sezon" (muz. Władysław Sendecki, sł. Małgorzata Maliszewska)   |  |
|     |                                                                                     |  |
| 9.  | "Pocałuj na dobranoc" (muz. Krystyna Prońko, Gustaw Szepke sł. Gustaw Szepke)       |  |
|     |                                                                                     |  |
| 10. | "Poranne łzy" (muz. Zbigniew Jaremko, sł. Wojciech Młynarski)                       |  |
|     |                                                                                     |  |
| 11. | "Złość" (muz. Krystyna Prońko, sł. Bogdan Olewicz)                                  |  |
|     |                                                                                     |  |
| 12. | "Małe tęsknoty" (muz. Wojciech Trzciński, sł. Andrzej Mogielnicki)                  |  |
|     |                                                                                     |  |
| 13. | "Jesteś lekiem na całe zło" (muz. Marek Stefankiewicz, sł. Bogdan Olewicz)          |  |
|     |                                                                                     |  |
| 14. | "Deszcz w Cisnej" (muz. Jacek Mikuła , sł. Bogdan Olewicz)                          |  |
|     |                                                                                     |  |
| 15. | "Walczyk z filmu Halo Szpicbródka" (muz. Adam Skorupka, sł. Ludwik Starski)         |  |
|     |                                                                                     |  |
| 16. | "Papierowe ptaki" (duet z Michałem Gaszem)                                          |  |
|     |                                                                                     |  |